# Mkulung'ulu
Mkulung'ulu ist ein Verwaltungsbezirk (englisch Ward) des Distrikts Newala (TC) in der tansanischen Region Mtwara.

## Geografie
Mkulung'ulu liegt im Südosten von Tansania, nordöstlich der Distrikthauptstadt Newala. Der Bezirk grenzt im Norden an Mdimba Mpelempele, im Osten an Mkwedu, im Süden an Namiyonga und im Westen an Makonga. Bei der Volkszählung 2022 lebten 3872 Menschen in 1170 Haushalten auf einer Fläche von 25 Quadratkilometern.

## Gliederung
Der Bezirk besteht aus drei Stadtteilen (Mtaa):
- Londo
- Magombo
- Mkulung'ulu

## Gesundheit
Im Bezirk befindet sich eine staatliche Apotheke.